# Black Prince
A Black Prince (A43) (eredeti megnevezése Tank, Infantry, Black Prince (A43)) brit gyalogsági harckocsi a korábbi Churchill harckocsi továbbfejlesztése volt. A tankból csak néhány prototípus készült, a típus kísérleti státuszban maradt. Megnevezését Eduárd walesi hercegről, más néven a Fekete Hercegről kapta.

## Fejlesztése
A Black Prince, akárcsak a Churchill tank, a gyalogsági harckocsik közé tartozott. A koncepció szerint ezek a harckocsik erős páncéllal rendelkeztek, tehát meglehetősen lassúak voltak, fő feladatuk a gyalogság támogatása a harctéren. A páncélos nagyobb löveggel rendelkezett, mint az elődje; emiatt a tank nagyobb és súlyosabb lövegtornyot kapott. A páncélos szélesebb törzsű volt mint a Churchill tank. Mindezek a változtatások körülbelül 10 tonna súlynövekedést eredményezett. Azonban a korábbi erőforrást megtartották, de a 350 lóerős motor nem nyújtott elegendő teljesítményt, a páncélos súlyosan alulmotorizált lett. A tank közúton is mindössze kb. 17 km/órával tudott haladni, terepen pedig csak 12 km/órával. Emiatt a harckocsi taktikailag korlátozott képességű volt. Tervek születtek, hogy a páncélost erősebb motorral szerelik fel, de ezt később elvetették.
A Black Prince 1945 májusára készült el, azonban a háború Európában ekkorra már lezárult, a Sherman Firefly és a Comet már szolgálatban volt, a Centurion rendszerbe állítása pedig már a küszöbön állt. Ezek a harckocsik mind a sikeres QF 17-fontos löveggel rendelkeztek, ráadásul a Black Prince megerősített páncélzata sem volt hatékonyabb, mint a Centurioné. A Black Prince feleslegessé vált, a projektet törölték. Ez a gyalogsági harckocsi koncepciójának végét is jelentette.

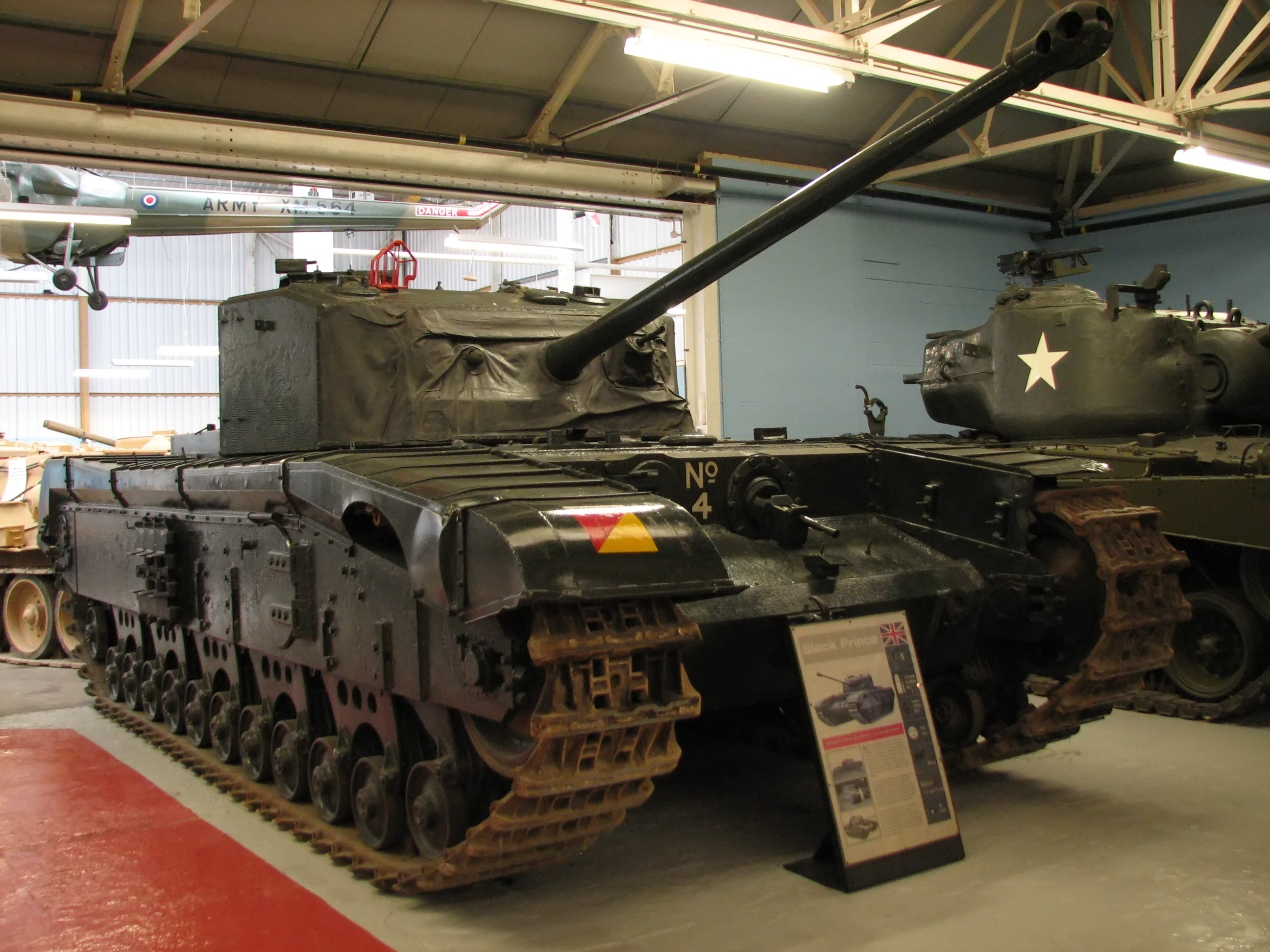
Black Prince harckocsi a Bovington Harckocsimúzeumban

Az egyetlen megmaradt Black Prince a Bovington Harckocsimúzeumban található kiállítva.

## Fordítás
- Ez a szócikk részben vagy egészben  a   Black Prince (tank) című angol Wikipédia-szócikk ezen változatának fordításán alapul.  Az eredeti cikk szerkesztőit annak laptörténete sorolja fel. Ez a jelzés csupán a megfogalmazás eredetét és a szerzői jogokat jelzi, nem szolgál a cikkben szereplő információk forrásmegjelöléseként.